# Le Bonheur d'Assia
Pour plus de détails, voir Fiche technique et Distribution.
Le Bonheur d'Assia (russe : История Аси Клячиной, которая любила, да не вышла замуж, Istoriya Asi Klyachinoy, kotoraya lyubila, da ne vyshla zamuzh - littéralement « Histoire d'Assia Kliatchina, qui aima, mais ne fut pas mariée ») est un film soviétique réalisé par Andreï Mikhalkov-Kontchalovski et sorti en 1967. Mal diffusé, parce que jugé « trop dur », le film sera interdit à l'exportation et ne sera exploité à l'étranger qu'en 1988.
Andreï Kontchalovski lui donne une suite trente ans plus tard avec Riaba ma poule.

## Synopsis
Assia, une jeune kolkhozienne est amoureuse du chauffeur dont elle attend un enfant. Mais, cette passion est mal partagée. Elle s'obstine, malgré les avances d'un autre prétendant, puis décide, lucidement et courageusement, d'élever seule son enfant. « La vie à la campagne y est montrée avec une exactitude quasi documentaire coupée de brèves bouffées d'émotion : un homme raconte ses souvenirs de guerre, un autre ses retrouvailles avec son épouse après sa libération d'un camp. » (in : Le cinéma russe et soviétique, Éditions du Centre Georges-Pompidou, Paris, 1981.)

## Fiche technique
- Titre du film : Le Bonheur d'Assia
- Titre original : История Аси Клячиной, которая любила, да не вышла замуж (Istoriya Asi Klyachinoy, kotoraya lyubila, da ne vyshla zamuzh)
- Réalisation : Andreï Kontchalovski
- Scénario : Youri Klepikov
- Photographie : Gueorgui Rerberg - Noir et blanc
- Décors : Mikhaïl Romadine
- Ingénieur du son : Raïssa Margatcheva
- Décors : Mikhaïl Romadine
- Montage : Lioubov Pokrovskaïa
- Production : Studios Mosfilm
- Durée : 99 minutes
- Pays d'origine :  Union soviétique
- Année de réalisation : 1966
- Sortie officielle en Russie : 23 septembre 1988

## Distribution
- Ia Savvina : Assia Kliatchina
- Alexandre Sourine : Stepan
- Guennadi Egorytchev : Tchirkounov
- Ivan Petrov : épisode
- Lioubov Sokolova : Maria, mère de Michanka
- Lioudmila Zaïtseva
- Les habitants de Bezvodnoïé.

## Récompenses
- Premier Prix du Festival national d'URSS en 1988
- Meilleure réalisation, meilleur scénario, meilleurs décors : Prix Nika, Russie, 1988

## Commentaire
« Deuxième film d'Andreï Kontchalovski, en tous points égal, sinon supérieur, à son Premier Maître (1965), Le Bonheur d'Assia est une œuvre lyrique, rude, qui rappelle les meilleurs films de King Vidor, [...], mêlant un sujet de mélodrame (une boiteuse, Assia, est follement amoureuse et enceinte d'un camionneur indifférent et repousse un homme "bien" qui la courtise) à une évocation âpre et sensuelle de la vie d'un kolkhoze. »
« C'est la vie telle qu'elle est, sans fioritures sentimentales ni optimisme de commande. Le Bonheur d'Assia est un grand film, d'une beauté plastique à la fois simple et raffinée, une merveille de finesse et de tendresse qui aurait brillamment confirmé la stature de son auteur, après le coup d'éclat du Premier Maître, si on avait pu le voir à l'époque (le film fut interdit à l'exportation et montré seulement dans quelques ciné-clubs, dans une version mutilée, selon Andreï Kontchalovski lui-même) », écrit Marcel Martin. 
« Je ne pense pas que Le Bonheur d'Assia ait vieilli. Ce n'est pas une question de talent, mais de méthode. C'est dû à l'approche documentaire, au refus d'une forme à la mode. [...] Le scénario a été écrit par Youri Klepikov. Mais il n'en reste pas grand chose dans le film. Dès les essais, j'ai voulu faire le film avec les interprètes et il était impossible d'être fidèle au scénario. ... Aucun paysan ne pouvait dire le scénario. Chacun apportait ses idées, son langage à l'intérieur du mouvement même de l'histoire. Il n'y a que deux acteurs de métier, le camionneur et l'interprète d'Assia (Ia Savvina, qui fut la dame au petit chien (1960) de Iossif Kheifitz). Car, pour ce genre de tournage, il faut, ou bien de grands acteurs professionnels, ou bien des non-comédiens choisis avec soin. ... Pour ce film, je n'ai pas vraiment pensé au cinéma ! ... Pour Assia, j'ai créé un monde avec des provocations, de l'alcool, avec l'aide des comédiens aussi et de deux ou trois caméras, peut-être à la façon d'Altman dans Nashville », explique Andreï Kontchalovski.
« De tous ses films, c'est celui qui lui est "le plus cher", dit aujourd'hui Andreï Kontchalovski : un film "vivant", exempt de tout "schématisme", "un langage spontané" .... C'est vrai. Le Bonheur d'Assia était et reste un chef-d'œuvre », conclut avec enthousiasme Marcel Martin.